# 支聯會青年組
支聯會青年組（英語：Hong Kong Alliance Youth Group）是香港市民支援愛國民主運動聯合會屬下組織，由一群年屆15至25歲的青少年以及其他附屬組員組成；但相對支聯會其他部門，則是獨立的。 

## 發展

### 成立
在2001年的支聯會维园六四烛光悼念集会上，支联会青年组宣布筹备成立，其后每年支青组均会在晚会上读出宣言或表演话剧及歌唱等，以示“接好民主棒”。

## 理念
根據支青組組規，支青組的宗旨是繼承民主烈士遺志，將支援中國民主運動的訊息及工作延續下去，與獨裁的政權抗爭，爭取結束一黨專政，建設民主中國。該組組規又稱﹐必須貫徹支聯會五大綱領，即「釋放民運人士、平反八九民運、追究屠城責任、結束一黨專政、建設民主中國。」他們鼓勵組員關心中國政治、經濟的發展和時事動態；又指要加強年青人對民主理念的認識及認同、促進年青人之間的切磋和聯繫，共同探討如何建設民主中國。

## 歷屆工作焦點
第一屆：外務部草擬了一份回應文件，向保安局表達反對《基本法》第23條立法的意見及闡釋對諮詢文件建議之疑慮，及出席立法會公聽會，簡報「支青組」對《基本法》第23條立法的立場。
第二屆：舉辦「與時並進」民主青年營，約四十人出席。出席立法會公聽會，闡述「支青組」反對《基本法》第23條立法的立場，並面對立法會議員質詢。協辦首屆「七一遊行」，約二十名義工參與糾察工作。
第三屆：舉辦民主青年營及參與「自由夢」嘉年華等。
第四屆：《港支聯通訊》設立「支青組通訊」專頁，報導「支青組」活動訊息，並供組員投稿，發表對中國和香港民主的意見。在中區遮打道行人專用區舉行的「平反六四・薪火相傳」接力賽，共八隊參加，結果獲得全場總冠軍。
第五屆：成員多次參與絕食行動，包括「全球萬人同步絕食」聲援內地維權人士、中聯辦外絕食行動聲援高智晟。
第六屆：舉辦「青年與政制發展，我們還能選擇甚麼？」座談會，嘉賓為陳家洛、蔡子強、黃毓民等。
第七屆：籌備「支青組」漫畫集，參與在九龍灣國際展貿中心舉行的Rainbow Gala動漫節，宣傳「支青組」，售出47本《反逆支禁書》（支青組同人誌1）漫畫集，招募成員。
第八屆：不詳
第九屆：不詳
第十屆：成為「民間反對國民教育科大聯盟」成員團體，參與7‧29大遊行及在9月1日「良心話事・守護孩子」公民教育開學禮嘉年華設立攤位，組員站台發表「溫柔而堅定地抗爭」宣言。
第十一屆：建立「支青組」Facebook 專頁，參與籌辦國際人權日香港區活動，舉行「支青迎新及與常委交流」活動。
第十二屆：試行支聯會常委與活躍組員的「師徒制」，設立青年閱讀會，參與改革《港支聯通訊》，舉辦電影欣賞會等。

## 歷屆執行委員
| 屆次       | 主席 / 召集人  | 內務副主席 | 外務副主席 | 常務秘書 | 財政           | 外務部幹事 | 教育及推廣部幹事 | 康樂及福利部幹事 |  |
| 第一屆：   | 崔家俊         | 周穆標     | 陳詩韻     | 丘文俊   | 張嘉祺、李月平 | 趙恩來     | 麥當娜、岑學敏   | 周澄、袁駿峰     |  |
| 第二屆：   | 周穆標         | 李月平     | 岑學敏     | 曾淳淇   | 官小琴         | 趙恩來     | 何聞達、張國洲   | 區皓南、袁駿峰   |  |
| 第三屆：   | 趙恩來         | 關錦業     | 李翰宏     |          |                |            |                  |                  |  |
| 第四屆：   | (無分崗位)     | 趙恩來     | 關錦業     | 吳瑞深   | 何博恩         | 陳家樂     |                  |                  |  |
| 第五屆     | 陳不平         | 吳瑞深     | 趙恩來     | 吳穎欣   | 鍾穎翔         |            | 周澄             | 關錦業           |  |
| 第六屆：   | 鍾穎翔、胡俊龍 |            |            | 黃綺婷   |                |            |                  | 翁文鏗           |  |
| 第七屆：   | (無分崗位)     |            | 胡俊龍     | 黃綺婷   |                |            |                  |                  |  |
| 第八屆：   | (無分崗位)     |            | 胡俊龍     | 杜智偉   |                |            |                  |                  |  |
| 第九屆：   |                |            |            |          | 張家恒         |            | 張家恒、梁允謙   | 胡俊龍、梁允謙   |  |
| 第十屆：   | 張家恒         |            | 陳樹暉     |          | 梁允謙         |            | 張家恒           |                  |  |
| 第十一屆： | 張家恒         |            | 張家恒     |          | 鄒旻芳         |            | 胡俊龍           | 曾頌恩           |  |
| 第十二屆： | 鄒旻芳         | 楊貫求     | 鄧卓儒     | 黃敬媛   | 劉思敏         |            |                  |                  |  |